# Paramesoceras
Paramesoceras is een geslacht van hooiwagens uit de familie Podoctidae.
De wetenschappelijke naam Paramesoceras is voor het eerst geldig gepubliceerd door Roewer in 1915. 

## Soorten
Paramesoceras is monotypisch en omvat slechts de volgende soort:
- Paramesoceras novoguineense